# Papanice

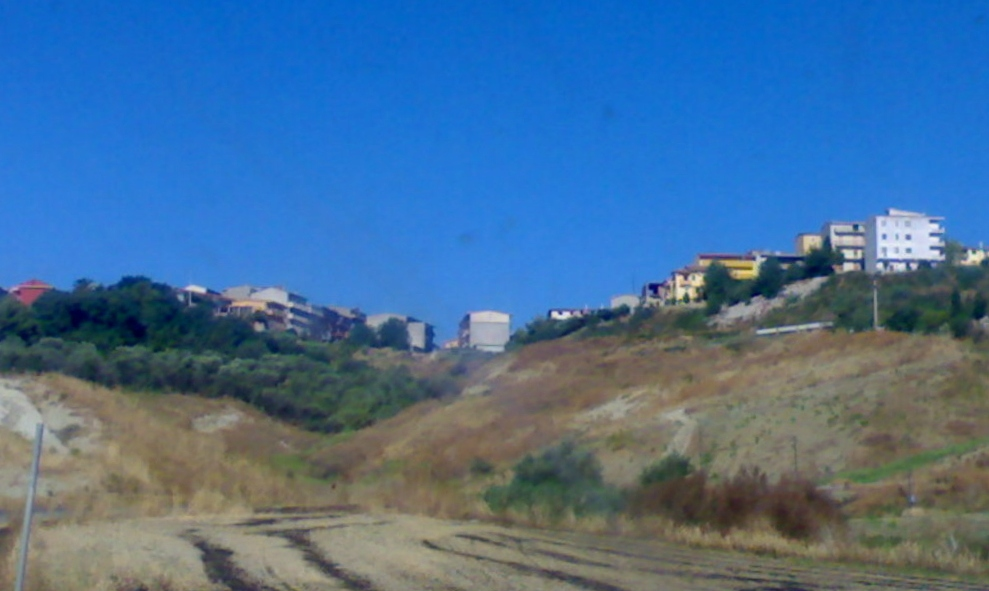
Papanice (2011)

Papanice ist ein Stadtteil der Gemeinde Crotone. Es hatte 2011 3.456 Einwohner.

## Lage und Daten
Papanice grenzt im Norden an die Gemeinde Scandale, im Westen und Süden an die Gemeinde Cutro und im Osten an die Stadt Crotone, von deren Stadtzentrum es 11,5 km entfernt ist. Der Ort liegt auf den Ausläufern des Colline del Marchesato auf einer Höhe von 156 m ü. NHN.

## Geschichte
Bis zur Verwaltungsreform unter Gioacchino Murat war Papanice bis 1806 eine eigenständige Gemeinde. Die Gründung datiert auf den 2. April 1406 durch das Adelsgeschlecht Sculco. Wirtschaftlicher Schwerpunkt des Ortes war der Anbau von Hartweizen. Bis in die 1960er Jahre prägte die Landwirtschaft das Erwerbsleben; heute sind nur noch 8 % der Einwohner in diesem Bereich tätig.

## Sehenswürdigkeiten
- Chiesa della Pietà
- Chiesa dei Santi Pietro e Paolo mit einem Taufbecken aus dem 16. Jahrhundert, das auf einem Wolf ruht, sowie einer Statue des Schutzpatrons San Pantaleone